# Cisto gengival
O cisto gengival é um tipo de cisto odontogênico do desenvolvimento: embora anteriormente dividido entre cisto gengival do neonato (CGN) e cisto gengival do adulto (CGA), desde 2017 a classificação das lesões odontogênicas da OMS unificou-os como uma única entidade, mantendo o CGN e o CGA como subtipos de cisto gengival.

## Sinais e sintomas

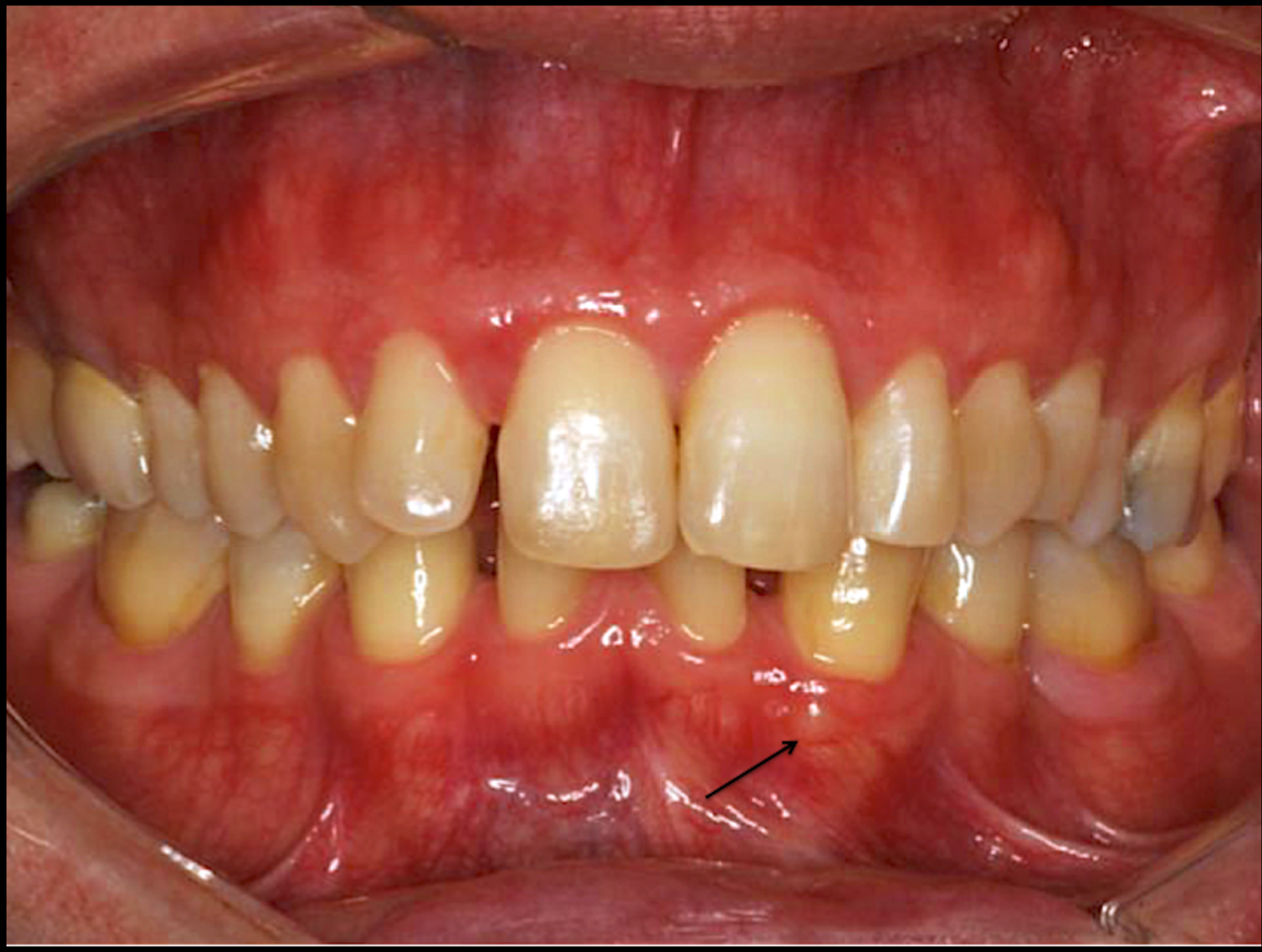
CGA (seta): observa-se pequena lesão de aspecto ligeiramente transparente a esbranquiçado próxima à raiz do canino inferior esquerdo.

O cisto gengival do adulto tende a se apresentar como uma lesão nodular firme bem delimitada, com coloração normal, transparente ou tendendo ao azul-arroxeado, na mucosa gengival de adultos. O cisto gengival do neonato é uma lesão nodular bem delimitada e esbranquiçada na mucosa alveolar de um recém-nascido. Anteriormente, o CGN foi chamado de pérola de Epstein, ou nódulo de Bohn, mas essas nomenclaturas não são utilizadas atualmente por serem diferentes do CGN:
- A pérola de Epstein é um cisto encontrado na linha mediana da rafe palatina, que ocorre pelo aprisionamento de células epiteliais durante a fusão do palato;[3][4]
- O nódulo de Bohn é um cisto mucoso derivado de glândulas salivares menores, encontrado na junção entre o palato duro e o palato mole.[3][5]

## Aspectos radiográficos e histológicos

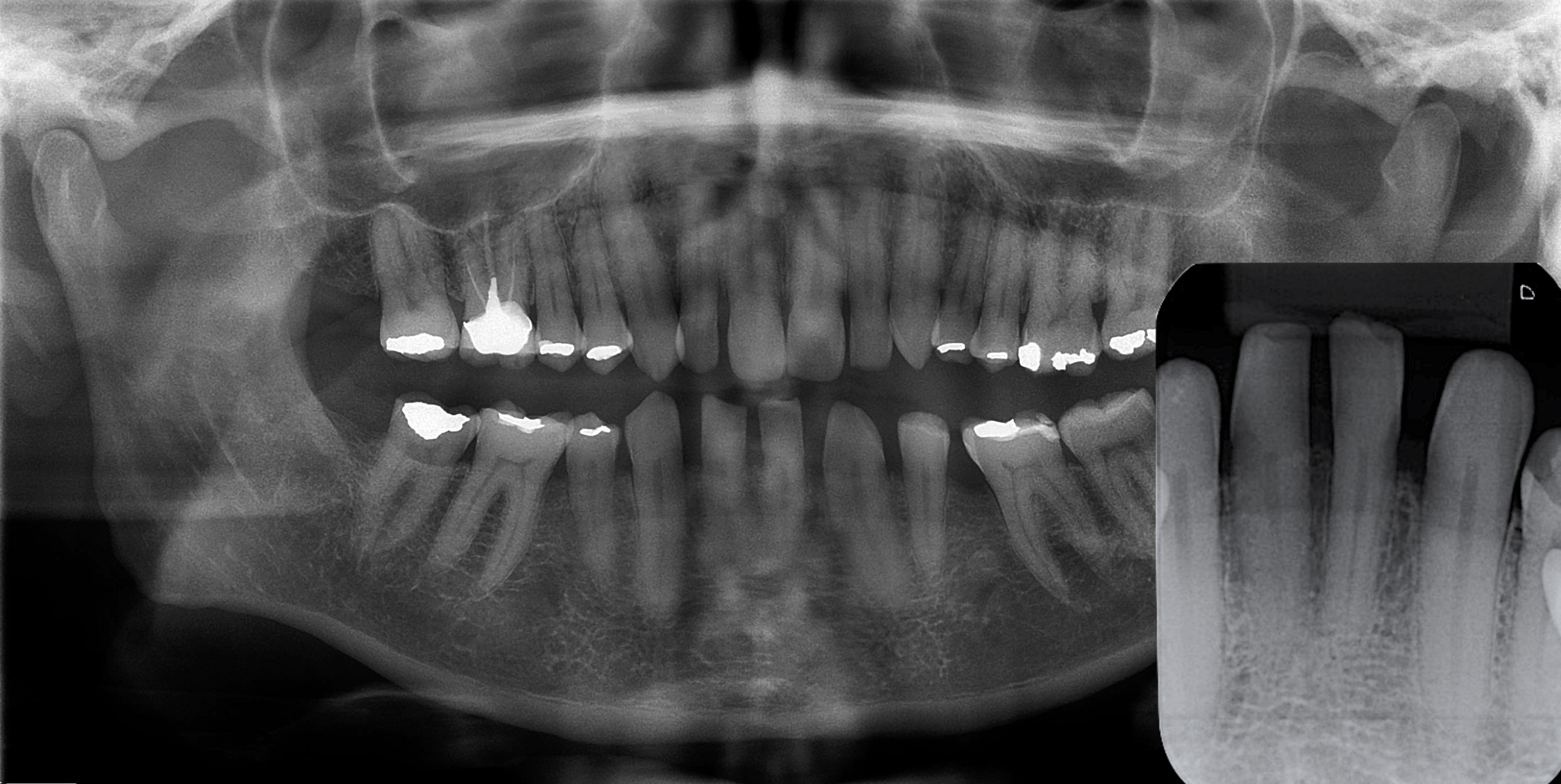
Radiografia panorâmica do CGA mostra agenesia dos incisivos lateriais inferiores e pré-molares. Radiografia panorâmica mostra nenhum envolvimento ósseo.

O cisto gengival tende a não ser visível em radiografias por sua origem ser exclusivamente de tecidos moles, mas em raros casos, seu crescimento pode gerar uma sombra radiolúcida ao causar a erosão óssea, e em alguns casos pode até mesmo se assemelhar ao cisto periodontal lateral pelo aspecto radiolúcido bem delimitado.
Histologicamente, o cisto gengival é uma cavidade revestida por epitélio escamoso estratificado, envolto por uma cápsula fibrosa de tecido conjuntivo não inflamado. O CGN possui queratinização e há restos de queratina no lúmen cístico, enquanto o CGA é não-queratinizado e pode ter áreas de espessamento do epitélio, assim como células claras ou degeneração em microcistos.

## Causas
O cisto gengival é formado por fragmentos da lâmina dentária que permanecem na mucosa alveolar durante a odontogênese, emergindo de forma anormal como cistos ao se proliferarem.

## Epidemiologia
O CGN é bastante comum, afetando 25 a 53% de recém-nascidos. Afeta pacientes com menos de 3 meses de vida, e não possui predileção por gênero.
O CGA é muito raro, representando 0,3% de todos os cistos odontogênicos. Afeta adultos sem predileção por gênero, mais na quinta e sexta décadas de vida, na região de pré-molares e caninos inferiores.

## Diagnóstico
O diagnóstico da maioria das vezes é clínico e radiográfico. O diagnóstico diferencial para o CGN inclui a candidíase pseudomembranosa, enquanto para o CGA é mais amplo:
- Lesões reativas: lesão periférica de células gigantes; fibroma ossificante periférico; granuloma piogênico;
- Outros cistos odontogênicos: cisto periodontal lateral e cisto radicular;
- Metástases gengivais de tumores malignos.

## Prognóstico e tratamento
O prognóstico é excelente, e a recidiva é extremamente rara, tendo apenas 1 caso relatado na literatura. O CGN tende a involuir por conta própria ao romper pelo trauma, e não requer tratamento. Já o CGA normalmente é removido cirurgicamente com margens mínimas.